# Carlucos
Los carlucos (del antiguo túrquico qarluq, que significa nevado, de gar: nieve) eran, en su origen, una tribu turca nómada establecida en las estepas de Transoxiana (ubicada al este y al sur del mar de Aral, en Asia central). Eran parientes próximos y, durante un tiempo, aliados de los uigures. Se supone que, también durante una época, fueron aliados de los oguz, que vivían en las fronteras occidentales.
Durante el siglo vii las tribus qarluq formaron un janato dirigido por un Yagbhu (príncipe), pero fueron absorbidas por el imperio de los Köktürks a finales del siglo vii. Célebres por sus alfombras en la época preislámica, fueron considerados como un estado vasallo de la dinastía Tang tras la conquista final de las regiones de Transoxiana llevada a cabo por los chinos hacia 744. Quedaron bajo la influencia china y participaron activamente en el combate contra la expansión musulmana de la región, hasta que traicionaron a los Tang en la batalla del Talas, en 751. Tras la retirada de los chinos del Asia Central, los qarluq se convirtieron colectivamente al islamismo.
Durante los años 900, los Qarajánidas, que decían ser un joven clan de los qarluq, conquistaron la región controlada por el antiguo janato y crearon un imperio que comprendía el norte del Irán actual y algunas partes del Turquestán. La región quedó bajo el control de los Qarakhanidas (y, en diferentes períodos, fueron también controlados por los selyúcidas y los kara-kitanos, hasta el 1206 que volvieron a ser un estado vasallo de los mongoles. Permanecieron como vasallos independientes hasta la invasión mongólica de 1221.
Con el tiempo, la población nómada carluca se asentó y se fusionó con la población sedentaria irania de Transoxiana y le impuso su idioma túrquico. Tras la llegada de los mongoles, este idioma evolucionó en el clásico idioma chagatai y en el idioma uzbeko.